# 鳥井実
鳥井 実（とりい みのる、1935年6月27日 - 2018年8月30日）は、北海道三石郡三石町（現日高郡新ひだか町）出身の作詞家。

## 人物
20歳で上京した後、作詞家の高橋掬太郎に師事。その後は故郷の北海道に戻り、バーを経営しながら作詞家活動を行い、1964年に「すすきのブルース」でデビュー。再び東京へ戻ると、1967年の「命かれても」(森進一)が100万枚を超すヒット曲になる。
その後も「だんな様」(三船和子）、「娘よ」(芦屋雁之助）などコンスタントにヒット曲を飛ばす。
2012年に病気療養のため札幌に戻り、その後は帯広市に移住し、当地を中心に作詞活動を行っていた。
2018年8月30日午前4時13分、肝細胞癌のため死去。83歳没。

## 主な提供曲
- すすきのブルース（1964年）九条万里子、北原ミレイなど
- 命かれても（1967年）森進一
- 旭川ブルース（1968年）中坪健
- 海鳥に向う女（1979年）美空ひばり
- だんな様 (1983年）三船和子
- 蝶よ花よと(1984年)藤圭子
- 道行き (1984年）殿さまキングス
- 娘よ(1984年）芦屋雁之助
- カモメお前なら (1984年）神野美伽※デビュー曲
- 女の人生待ったなし (1985年）長保有紀※デビュー曲
- あなたの背中(1985年) 宮史郎
- 男って辛いよな(1985年）大川栄策
- 日本列島旅鴉(1985年）細川たかし
- 津軽のじょっぱり(1986年）石上久美子※デビュー曲
- 演歌人生(1986年)冠二郎
- おんなの影法師(1986年)原田悠里
- ふたりの絆(1986年)川中美幸
- 女の一生(1987年)三笠優子
- 人情居酒屋（1988年）春日八郎
- しのび宿(1988年)島津悦子※デビュー曲
- 恋路川(1993年）西方裕之、半田浩二など競作
- 虞美人草 (1993年）長保有紀
- 人妻しぐれ(1994年）島津悦子、半田浩二など競作
- あばれ三味線(2005年）石上久美子